# Polissoir de la Grouas
Le polissoir de la Grouas est un polissoir situé à Martigné-Briand, dans le département français de Maine-et-Loire.

## Protection
L'édifice est inscrit au titre des monuments historiques en 1982
.

## Description
C'est une épaisse dalle de grès, de forme ovalaire, creusée de plusieurs cuvettes naturelles. Elle comporte, sur son bord sud, trois stries de polissage : «une grande de 38 cm de long et 2,50 cm de profondeur, deux petites de 18 cm de long  pour une profondeur inférieure à 1 cm». Deux autres cuvettes de polissage, réutilisant des cuvettes naturelles, sont visibles sur le bord est et une troisième sur un fragment détaché de la dalle principale.
La Pierre Levée de la Grouas est située à 150 m à l'est du polissoir.